# Yaskawa Denki

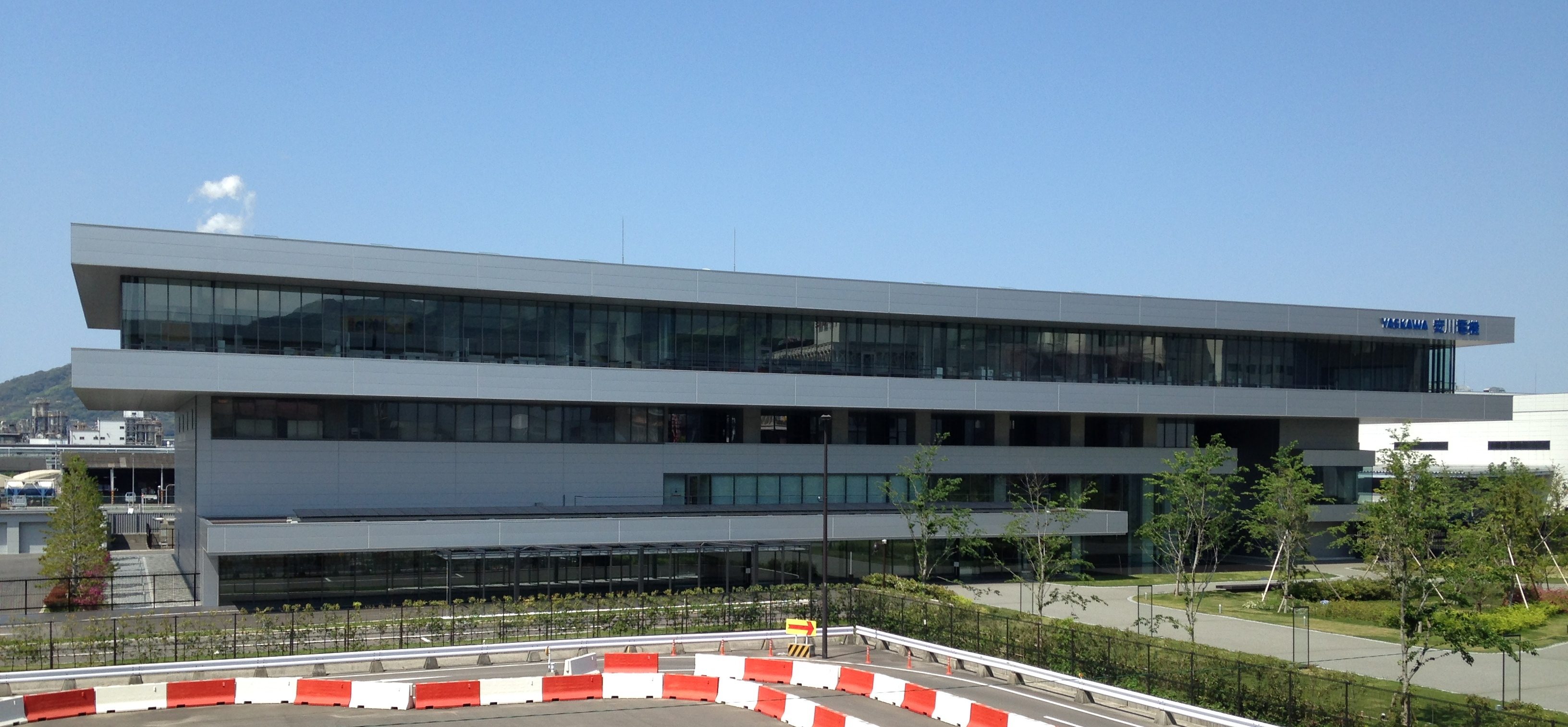
Zentrale von Yaskawa

Logo bis 2015

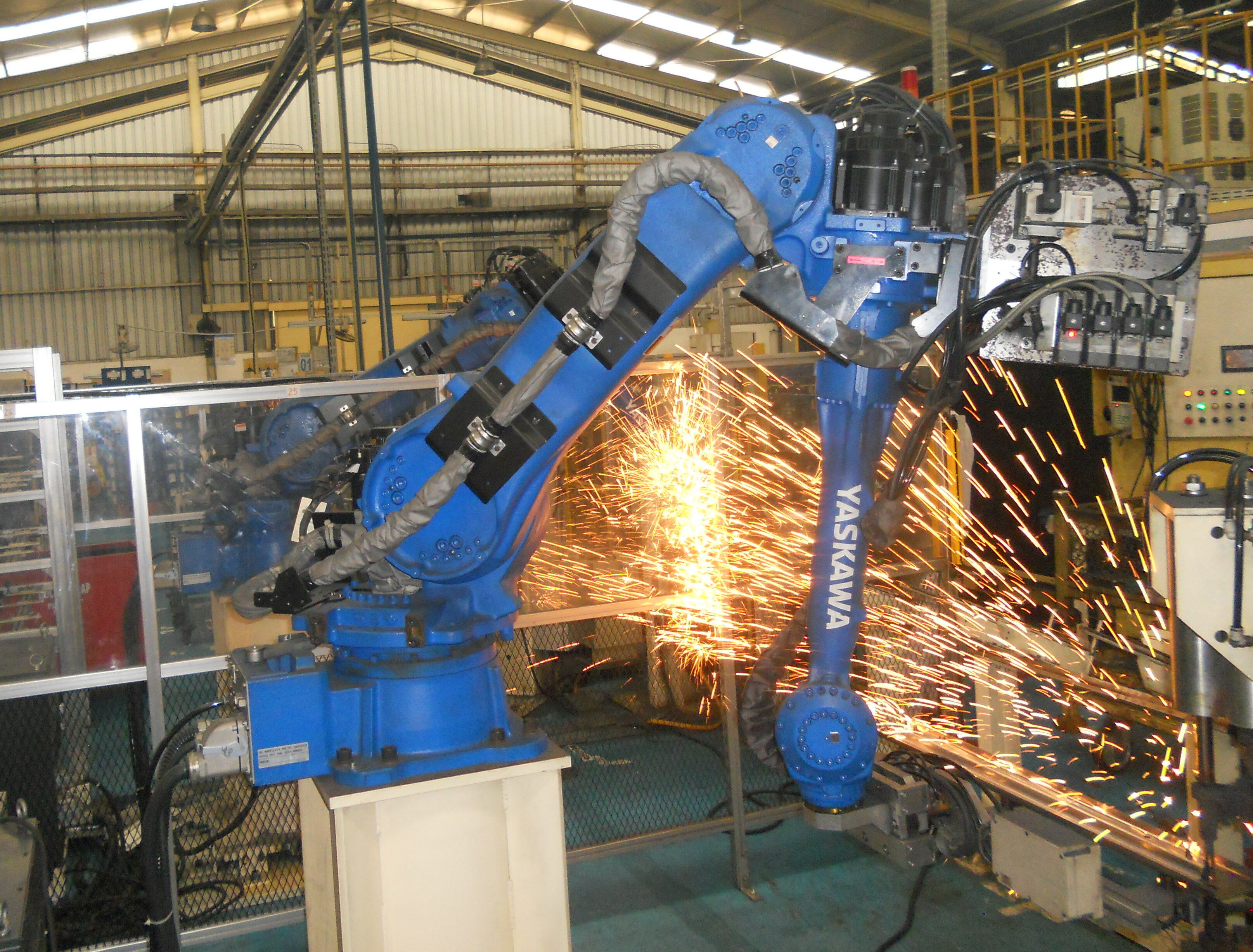
Schweißroboter von Yaskawa

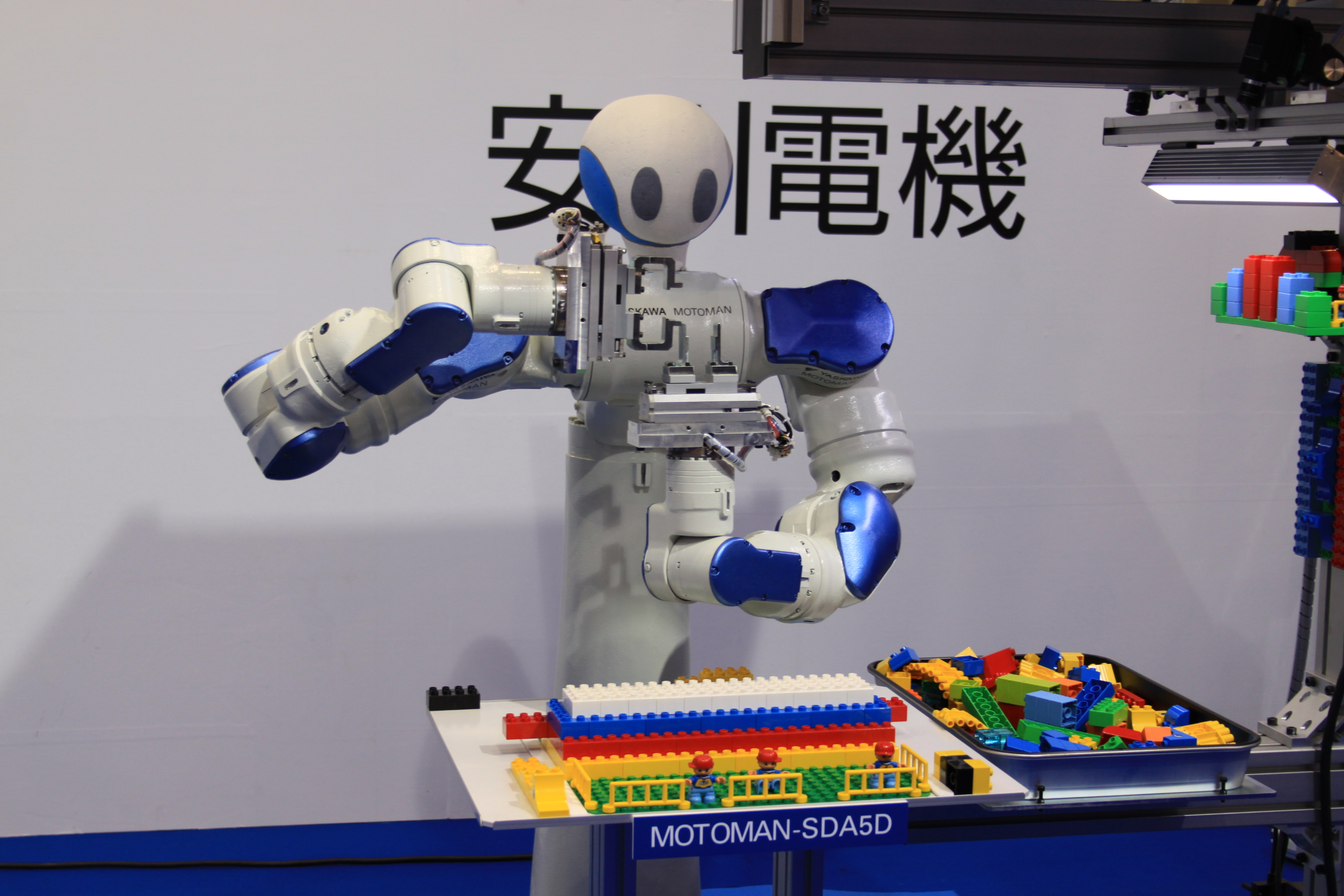
Zweiarmroboter Motoman SDA5, 2009

K.K. Yaskawa Denki (jap. 株式会社安川電機, Kabushiki kaisha Yasukawa Denki, engl. Yaskawa Electric Corporation) ist ein japanisches Unternehmen, welches, unter anderem neben Fanuc, bei Industrierobotern weltweit zu den führenden zählt. Die Aktie des Unternehmens ist an der Tokioter Börse im Nikkei 225 gelistet. Es arbeitet in der International Federation of Robotics (IFR) mit. Ein weiterer Unternehmensbereich sind Frequenzumrichter sowie Windkraftanlagen.

## Geschichte
Die Firma wurde im Jahr 1915 von Yasukawa Daigorō (1886–1976) mit seinen älteren Brüdern in Kurosaki, Kitakyūshū  City, gegründet und begann als Elektromotorenhersteller und wurde dann Automatisierungsanbieter.
1954 ließ Yaskawa das Gebäude der Unternehmenszentrale in Kitakyūshū von dem tschechisch-amerikanischen Architekten Antonin Raymond entwerfen. Außerdem gilt Yaskawa als Schöpfer des Begriffs Mechatronik, welchen sich das Unternehmen 1969 als Marke eintragen ließ.
Seit 1974 stellt Yaskawa Roboter her, seit 1977 werden sie unter der Marke Motoman verkauft. Dabei war das erste Modell der L10 mit 10 kg Tragkraft; später umfasste die Reihe Tragkräfte zwischen 3 und 120 kg (L3 bis L120). Inzwischen sind die Roboter von Yaskawa blau lackiert. Seit 2012 umfasst das Portfolio durch den Kauf der Vipa GmbH in Herzogenaurach Steuerungstechnik, Visualisierungssysteme und Chip-Lösungen.
Schon im Herbst 2013 hatte eine strategische Partnerschaft mit dem 1996 gegründeten, im Bereich Windkraftanlagen tätigen finnischen Unternehmen The Switch Engineering mit 175 Mitarbeitern bestanden. Dies erwarb Yaskawa 2014 bis zum Oktober.

## Seit 2015
Im Geschäftsjahr 2015 wurden 64 % der Umsätze im Ausland erzielt. Die Herstellung erfolgt in Japan, seit 2019 wird der europäische Robotermarkt zu etwa 80 Prozent durch ein Werk in Slowenien versorgt. Im Geschäftsjahr 2020/2021 (Fiskaljahr bis Ende Febr. 2021) wurde ein Umsatz von 389,7 Milliarden Yen (etwa 3 Milliarden Euro) erzielt; mit 14.892 Mitarbeitern. Bis Mitte 2021 hat Yaskawa etwa eine halbe Millionen Roboteranlagen verkauft.

## Geschäftsbereiche und Produkte
Die vier Geschäftsbereiche sind (Anteile am Umsatz in Klammern):
- 1.) Motion Control: Im Wesentlichen Servomotoren und -steuerungen (45 %)
- 2.) Industrieroboter (Marke: Motoman) und -steuerungen (36 %). Das Angebot beinhaltet Knickarm-Roboter für Handling und Schweißen, SCARA- und Delta-Roboter (beispielsweise für die Lebensmittelindustrie), mit zusammenarbeitende Roboter, sogenannte Kollaborative Roboter (HC-Serie) sowie menschenähnliche 2-Arm-Roboter SDA, die beispielsweise in Laboren einsetzbar sind.[8]
- 3.) System engineering: Im Wesentlichen elektrisch/elektronische Lösungen für Stahlwerke, Energie sowie Umwelt (13 %)
- 4.) Diverses - oftmals Logistiklösungen (gesamt 6 %)[17]